# Хроносфера

Хроносфера из Red Alert (1996), Red Alert 2 (2000) и Red Alert 3 (2008)

Хроносфе́ра (англ. Chronosphere) — супероружие Союзников из серии игр Command & Conquer: Red Alert, разработанное, согласно сюжету, Альбертом Эйнштейном. Представляет собой здание, которое содержит способность «хроносдвига», позволяющего игроку телепортировать боевые единицы в другую часть карты. Попытка телепортации пехоты, как правило, приводит к её немедленной гибели.

## Command & Conquer: Red Alert(1996)

### Сюжет
Первый прототип Хроносферы был построен Альбертом Эйнштейном в 1946 году, чтобы отправиться в прошлое и убить Адольфа Гитлера. В то время как намерения Эйнштейна предотвратили ужасы Второй мировой войны, устранение нацистской Германии нарушило баланс мировых держав, в результате чего Советский Союз начал новую Вторую мировую войну.
В изменённой временной шкале устройство Хроносфера было снова разработано, но на этот раз для телепортации материи. Основываясь на экспериментах с электрокинезом, проведённых физиками из Гарварда и Массачусетского технологического института в 1937 году, устройство должно было транспортировать материю, преобразовывая атомы в волновые энергии, которые можно легко транспортировать лучами света. Эксперименты были успешными с неодушевлёнными объектами, но столкнулись с проблемами с живыми существами из-за их сложной молекулярной структуры.
Первоначальное тестирование устройства в ходе Филадельфийского эксперимента показало отсутствие контроля над процессом телепортации. Решение проблемы управления стало главной заботой Альберта Эйнштейна и других сотрудников, работающих над проектом.

#### Кампания Союзников
Решающее контрольное испытание Хроносферы было проведено на объекте недалеко от Лихтенштейна. Наступающие советские войска обнаружили объект и пригрозили уничтожить его. База готовилась к критическим испытаниям, и эвакуация означала бы потерю месяцев подготовки. Полевой командир-игрок был отправлен защищать Хроносферу. Несмотря на продолжительное советское наступление, испытания шли по графику.
Даже после тщательных испытаний Хроносфера по-прежнему демонстрировала проблемы при использовании. Во время телепортации мог по-прежнему исчезнуть персонал машины, а также могли взорваться ядерные боеголовки. Внешний вид «хроновихря» во время использования также показал недостатки устройства. Несмотря на это, Хроносфера была официально выпущена для использования в битве под Москвой на заключительном этапе войны. Во время Третьей мировой войны недостатки устройства были устранены Эйнштейном в его лаборатории в Шварцвальде.

#### Кампания СССР
В альтернативной временной шкале Советы впервые узнали о Хроносфере, когда советские агенты наблюдали за её работой на острове Эльба. Сталин стал одержим её приобретением, особенно после того, как союзные войска начали её использовать.
СССР отследил Хроносферу до Швейцарии. Атака привела к поимке Альберта Эйнштейна. Советы поместили в часы Эйнштейна устройство слежения, которое позволило союзникам спасти учёного с помощью Хроносферы. Устройство слежения привело Советы к новому местоположению Хроносферы на Пиренейском полуострове.
Союзники настроили свои радары на автоматическое самоуничтожение Хроносферы при приближении советских войск. Ещё одна советская атака не смогла вывести из строя все радары, и Хроносфера была уничтожена. Генерал Георгий Куков не сообщил полевому командиру о последнем радаре, и за эту оплошность Сталин лично задушил Кукова.
В пятой миссии Советы захватывают и успешно используют Хроносферу для уничтожения местной базы Союзников. У этой Хроносферы было более быстрое время восстановления: полторы минуты вместо трёх.

### Характеристика
В Command & Conquer: Red Alert (1996), где возможно телепортировать только одну боевую единицу, спустя 3 минуты объект вернется в то место, откуда и был телепортирован. Если игрок переносит военно-морские юниты противника на сушу или наземные юниты в океан, они немедленно уничтожаются. Хроносферу также нельзя использовать против вражеских юнитов.
Данное супероружие противопоставлено советскому супероружию, известному как Железный занавес. В одном брифинге миссии Союзников прямо говорится об этом дихотомическом противопоставлении: «С Хроносферой, которая поможет вам, даже новый сталинский Железный занавес не сможет нас остановить!». В этой игре Хроносфера внешне выглядит как гладкая хромированная конструкция. Она, как и Железный занавес, визуально выделяется на фоне окружающего её «военного утилитаризма».
Хроносфера также имеет уникальную в своём роде анимацию — когда «здоровье» большинства зданий в Red Alert падает ниже 50 %, они кажутся разбитыми, рухнувшими или горящими. Вместо этого повреждённая Хроносферы вспыхивает и испускает неконтролируемые всплески энергии, что может свидетельствовать о её экспериментальной природе. На одном из союзнических брифингов игрока предупреждают, что Хроносфера может давать «неожиданные побочные эффекты». Использование Хроносферы с вероятностью в 20 % создаёт визуальный эффект под названием «хроновихрь». Он летает по карте, по возможности уничтожая встречающиеся на его пути здания и юниты, пока не рассеется. Также использование Хроносферы имеет небольшую вероятность создания смертельного «временного землетрясения».
Хроносфера в данной игре вытесняет ядерное оружие, на которой зацикливались командиры как СССР, так и Союзников, и которую они считали необходимой для успеха войны. Сюжет поясняет, что Хроносфера способна изменить ход войны. Как и ядерное оружие, Хроносфера может быть построена только в том случае, если у игрока есть доступ к самому высокому «технологическому уровню» сооружений. Она стоит дорого и в различных одиночных миссиях является важной целью для уничтожения или захвата.
Британская исследовательница в области германистики и преподавательница Бирмингемского университета Регина Сейвальд пишет, что в Red Alert 2 «российская агрессия встречает науку в виде Хроносферы, разработанной Альбертом Эйнштейном, позволяющей союзным силам телепортировать войска за пределы Кремля и положить конец советскому господству».
По мнению исследователя Марка Джонсона, сооружение вместе с Железным занавесом является единственным в своём роде, несколько импровизированной, без стабильного пребывания людей, как в архитектуре других построек, а также, вероятно, предназначенной для его продажи и повторного развёртывания. Джонсон считает, что и Хроносфера, и Железный занавес сильно выделяются из окружающие их зданий времён Второй мировой войны, поскольку кажутся «хрупкими и экспериментальными», то есть новыми и непроверенными инновационными сооружениями, которые могут привести к тревожным или неизвестным результатам. Далее он пишет: «За несколько лет до Второй мировой войны и создания атомного оружия могла ли концепция <…> ненадолго перемещаться во времени на самом деле казаться среднему наблюдателю столь же неправдоподобной и в равной степени относящейся к сфере научной фантастики, как бомба, способная уничтожить целый город? Хотя два супероружия [Железный занавес и Хроносфера] в первую очередь незнакомы, различны и представляют собой разрыв с реальной историей в их визуальном стиле, Red Alert также позиционирует их как существующие в логике своей вымышленной вселенной».

## Command & Conquer: Red Alert2 (2000)

### Сюжет

#### Кампания Союзников
Когда в начале Третьей мировой войны Советы вторглись в США, проект новой Хроносферы ещё не был запущен и не мог помочь Союзникам в войне против Советов. Однако Эйнштейн начал тайно работать в своей лаборатории в Шварцвальде над новой Хроносферой.
Однако в какой-то момент Советы узнали об экспериментах Эйнштейна и, зная, что хроносфера была одной из вещей, благодаря которым Союзники выиграли Вторую мировую войну, решили начать полномасштабное наступление на Германию, отправив три десантных отряда для уничтожения Германии. исключить всё присутствие Союзников в этом районе и устранить Эйнштейна. Командир-игрок Союзников лично позаботился об обороне лаборатории Эйнштейна и вынудил Советы отступить.
Вскоре после этого Эйнштейн наконец закончил работу над Хроносферой. Союзники понимали, что вторжение в СССР, как в предыдущей войне, будет очень затратным с точки зрения средств и живой силы, и поэтому они приняли решение начать хроновторжение прямо в Москву, чтобы быстро закончить войну. Но для этого Хроносфера должна была быть развернута в точном месте. Эйнштейну потребовалось некоторое время, чтобы найти его — это был небольшой остров во Флорида-Кис, который находился очень близко к советскому союзнику — Кубе. Операцией руководил тот же командир, который спас Эйнштейна в Германии. Затем Союзники узнали, что у Кубы есть три ядерных шахты, которые были готовы обстрелять США, но премьер-министр Советского Союза Романов решил использовать их на небольшой базе Союзников, чтобы уничтожить Хроносферу. Прежде чем самые мощные ракеты были загружены в шахты, командующему Союзников удалось телепортировать силы прямо за ними, положив конец ядерной угрозе.
Когда Хроносфера была в безопасности и готова к использованию, Союзники начали неожиданное хроновторжение в Москву, телепортировав войска в центр города, чтобы создать базу и захватить Кремль, где Романов командовал своими войсками. Командующему-игроку Союзниками также было разрешено построить Хроносферу в этом районе. С помощью этих двух орудий был окружен Кремль и взят в плен Романов.

#### Кампания СССР
Советский Союз одерживает победы над Союзниками. После их неудачной попытки разработать устройство управления погодой на Виргинских островах эффективное сопротивление Союзников советскому превосходству было ограничено Аляской. С поражением телепата Юрия и воссоединением СССР под руководством нового премьера Советы были готовы обратить своё безраздельное внимание на это единственное оставшееся препятствие на пути к окончательному триумфу коммунизма в мире. Файлы, извлеченные из скрытого архива в Кремле, сообщали о местонахождении Хроносферы в Пойнт-Хопе, что позволяло Союзникам нанести удар в любую точку планеты. Местонахождение этого последнего устройства было самым большим секретом Союзников. Тем не менее, Юрию каким-то образом удалось его обнаружить, но сообщить об этом остальным советским войскам не удалось. Советский командующий разгромил все силы Союзников в этом районе и ядерным ударом уничтожил Хроносферу, устранив последнее препятствие на пути к победе в войне.

### Характеристика
В данной игре Союзники продолжают владеть Хроносферой, но теперь она может телепортировать до девяти единиц вместо одной, и пропало ограничение по времени на их транспортировку, что делает её на порядок более полезной. Кроме того, были устранены проблемы с «хроновихрем», однако устройство по-прежнему не могло напрямую телепортировать пехоту (хронолегионеры же выживут и будут мгновенно доставлены в указанное место).
Хроносфера может перемещать любые наземные и/или морские юниты на площади 3х3. Хотя нацелить эффект телепортации довольно сложно, все же можно телепортировать максимум 9 юнитов в чётко определённое место. В отличие от Железного занавеса, Хроносфера также является мощным наступательным оружием: телепортация морского юнита на сушу (или наоборот) уничтожает его, если только он не является амфибией.
Юниты нельзя телепортировать на непроходимую местность, такую как скалы, здания или области, перенаселённые объектами местности (такими как деревья и фонарные столбы), поскольку они мгновенно взрываются по прибытии. Такой способ обычно используется игроками в нападении, например, телепортируются вражеские юниты в воду (или корабли на землю, и те и те в обоих случаях мгновенно уничтожаются).
Хроносфера, по сравнению с Железным занавесом, обеспечивает быстрое перемещение и развертывание. В отличие от своей прошлой версии, она теперь выглядит «гладкой и утончённой». На основе технологии Хроносферы были созданые такие войска, как Хронолегионер и Хроношахтёр.

## Command & Conquer: Yuri’s Revenge(2001)

### Сюжет

#### Кампания Союзников
Когда Юрий появился со своей собственной армией и предъявил ультиматум президенту США Дугану, объяснив свой план по завоеванию мира с помощью своих Пси-доминаторов, президент приказал нанести воздушный удар по Пси-доминатору, расположенному на острове Алькатрас. Авиаудар не смог уничтожить доминатор, но повредил ядерный реактор, не позволив устройству выйти в сеть. Ситуация по-прежнему была критической, так как другие доминаторы были активированы, и мир вскоре должен был попасть под их контроль. Союзники быстро позвонили Эйнштейну, у которого был план остановить Юрия. Он сильно модифицировал одну из хроносфер в Сан-Франциско в машину времени.
Обнаружив устройство, Юрий быстро приказал своим войскам уничтожить его, но сильное сопротивление позволило Союзникам захватить различные гражданские электростанции в городе, чтобы запустить машину времени и вернуться в прошлое, когда Третья мировая война только начиналась. Хроносфера также несколько раз использовалась во время новой войны против Юрия, наиболее примечательным из которых был штурм последней цитадели Юрия в Антарктиде, где объединённые союзные и советские силы победили Юрия и уничтожили последний оставшийся Пси-доминатор.

#### Кампания СССР
Вернувшись в прошлое, Советы уничтожили первое устройство и лабораторию Эйнштейна в Шварцвальде, чтобы предотвратить то, что могло бы привести к их поражению. Таким образом, Хроносфера отсутствует в остальной части кампании, даже в конце войны.

### Характеристика
После Третьей мировой войны Хроносфера в арсенале Союзников никак не поменялась, так как считалась практически идеальным оружием. После поражения Советского Союза Союзникам казалось, что в её использовании больше нет необходимости, но они ошибались.

## Command & Conquer: Red Alert 3(2008)
Несмотря на то, что Советский Союз имел первоначальное преимущество во время войны, Союзникам удалось противостоять советскому натиску, используя различные новые виды вооружений и технологий, одной из которых была Хроносфера. Хроносфера, одно из многих передовых технических чудес, тайно разработанных специалистами FutureTech, представляла собой устройство для транспортировки материи, способное телепортировать группы транспортных средств из одной точки поля боя в другую. Хроносфера изначально вызывала споры, но оказалась мощным дополнением к арсеналу Союзников.
Хроносфера имеет множество потенциальных применений, наиболее очевидным из которых является телепортация ударной группы в тыл врага. Она также используется для быстрого перемещения более медленных юнитов, таких как сборочный цех (MCV), что полезно для создания базы вдалеке, и для спасения дорогих юнитов, таких как авианосцы, от уничтожения.
Поскольку наземные юниты мгновенно уничтожаются при телепортации в воду, а корабли уничтожаются при телепортации на сушу, устройство может использоваться для уничтожения сил противника таким образом с помощью их телепорта. Юниты также можно телепортировать прямо во вражеские строения, уничтожая их и повреждая указанные строения.